# Boris II av Bulgarien
Tsar Boris II av Bulgarien, var tsar av Bulgarien mellan 969 och 977. 

## Biografi
Boris var äldste son till Peter I i dennes äktenskap med Maria (Irena), barnbarn till den bysantinske kejsaren Romanos I Lekapenos. Han föddes strax efter deras giftermål 928. Han besökte ofta Konstantinopel med sin mor och deras bysantinska entourage.
Hans namn nämndes första gången i en krönika som beskriver händelserna 968. Nikeforos II Fokas övertalade Peter I att ansluta sig till hans sida i kriget mot Kievriket. Avtalet befästes genom att Boris skickades till Konstantinopel som gisslan. 
970 dog tsar Peter och kejsaren tillät Boris att återvända hem och ta över tronen. Enligt vissa krönikor var orsaken till frisläppandet att de fyra bröderna David, Moses, Aaron och Samuil gjorde uppror. 
Strax efter trontillträdet tvingades den nye tsaren hantera den första av många faror som mötte Bulgarien under hans korta och slutligen olycksamma regeringstid. Kievrikets härskare Svjatoslavs armé belägrade och intog huvudstaden, Preslav. Då han inte kunde stå emot anfallet gav tsaren upp huvudstaden till ryssarna och gick med på att ansluta sig till dem mot Bysantinska riket. 
På våren 970 passerade de sammanslagna styrkorna, med  30 000 soldater, genom Balkanbergen och började plundra Thrakien. Den nye kejsaren Johannes I Tzimiskes bekämpade den nya alliansen och intog slutligen 5 april 971 Bulgariens huvudstad Preslav. Därmed innebar Peter I:s beslut att gå in i kriget mellan Bysans och Kiev att Bulgarien förlorade sin huvudstad två gånger.  
När Preslav föll togs Boris II till fånga med hela sin familj. Enligt krönikörerna behandlades tsaren humant av kejsare Johannes och betecknades som bulgarernas kejsare, och Johannes I sade att han kommit inte för att ta bulgarernas frihet, utan för att befria dem. 
Efter att Kievryssarna trängts tillbaka bortom Donau avslöjade kejsaren sina avsikter. Han förklarade att de erövrade länderna var en del av hans imperium och tillsatte en ståthållare. 
Tsar Boris II och hela hans familj fördes till Konstantinopel. Johannes I gjorde en storartad entré i staden, På kejsarens gyllene vagn fördes en känd ikon som tagits från Preslav. Efter vagnen red Johannes I och efter honom gick Boris II i full kunglig utstyrsel till fots tillsammans med sin familj. Förnedringen fullbordades när Boris II beordrades att ta av sig sin krona och sina röda stövlar inför folket som samlats på torget. 
Boris levde i bekvämlighet i Konstantinopel tills kejsaren Johannes I dog i januari 976. Samtidigt satte de fyra bröderna David, Moses, Aaron och Samuil igång ett uppror bland bulgarerna. Boris anklagades för att ha uppmuntrat upproret och kastades i fängelse, där han tillbringade åtta år. 977 lyckades han fly tillsammans med sin yngre bror Roman, och red till Bulgariens gräns.
När de nådde gränsen steg de av sina hästar fortsatte till fots genom en skog. Boris var framför sin bror. När en gränspatrull såg de två gestalterna i bysantinska kläder som gick in på bulgariskt område sköt de Boris i bröstet och han dog.